# Tramway de Memphis
Le tramway de Memphis est le réseau de tramways de la ville de Memphis (Tennessee), aux États-Unis. Il comporte trois lignes en 2012.

## Réseau actuel

### Aperçu général
Le réseau de tramway comporte trois lignes et un total de 25 stations.
| Couleur | Ligne               | Année d'ouverture | Stations | Longueur              | Terminus                           |
| ------- | ------------------- | ----------------- | -------- | --------------------- | ---------------------------------- |
| Rose    | Main Street Line    | 1993              | 13       | 2,0 mi (3,218688 km)  | Butler Avenue - North End Terminal |
| Vert    | Riverfront Loop     | 1997              | 19       | 4,1 mi (6,5983104 km) | Aucun (ligne circulaire)           |
| Jaune   | Madison Avenue Line | 2004              | 6        | 2,2 mi (3,5405568 km) | Third Street - Cleveland Station   |